# Parasigmoidella lobifera
Parasigmoidella lobifera är en kackerlacksart som först beskrevs av Roth, L. M. 1985.  Parasigmoidella lobifera ingår i släktet Parasigmoidella och familjen småkackerlackor.
Artens utbredningsområde är Papua Nya Guinea. Inga underarter finns listade i Catalogue of Life.